# Nomia howardi
Nomia howardi là một loài Hymenoptera trong họ Halictidae. Loài này được Crawford mô tả khoa học năm 1911.